# Chand Baori
Chand Baori (tiếng Hindu: चाँद बावड़ी, dịch tiếng Việt: giếng Mặt Trăng hoặc giếng Bạc) là một giếng bậc thang cổ ở làng Abhaneri, huyện Dausa, bang Rajasthan, Cộng hòa Ấn Độ.
Giếng Mặt Trăng có lịch sử xây dựng hơn 1200 năm (khoảng từ thế kỷ VIII), cổ xưa nhất của Rajasthan, là một trong những giếng bậc thang cổ xưa nhất của Ấn Độ và còn có thể được coi là một trong những giếng bậc thang lớn nhất và sâu nhất thế giới; một địa điểm thu hút du khách tham quan, du lịch ở miền Tây tiểu lục địa.

## Lịch sử
Từ thời Ấn Độ cổ đại, kiến trúc giếng nước lòng đất xuất hiện và được xây dựng ở nhiều vùng làng mạc thường hạn hán nhằm mục đích giữ nước cho người dân. Giếng Mặt Trăng có vị trí địa lý nằm ở phía Bắc lãnh thổ Triều đại Rashtrakuta (thế kỷ VI – thế kỷ X). Dựa trên những điểm tương đồng về phong cách chạm khắc với các ngôi đền bậc thang của Paranagar và Mandore, Chand Baori được đánh giá xuất hiện từ niên đại thế kỷ VIII – IX, trong thời Rashtrakuta.
Chand Baori được cho là đặt tên theo tên của một người cai trị địa phương tên là Raja Chanda. Tuy nhiên, không có bằng chứng lịch sử nào được tìm thấy về việc xây dựng kiến trúc, thời điểm chính thức hình thành Chand Baori cùng như Đền Harshat Mata liền kề – giếng Mặt Trăng được xây dựng trước ngôi đền. Chand Baori là một trong số ít kiến trúc tích hợp phong cách hai thời kỳ và là kiến trúc nước cổ điển của Ấn Độ được xây dựng trong một khung cảnh duy nhất, theo nhà nghiên cứu Morna Livingston trong Steps to Water: The Ancient Stepwells of India.

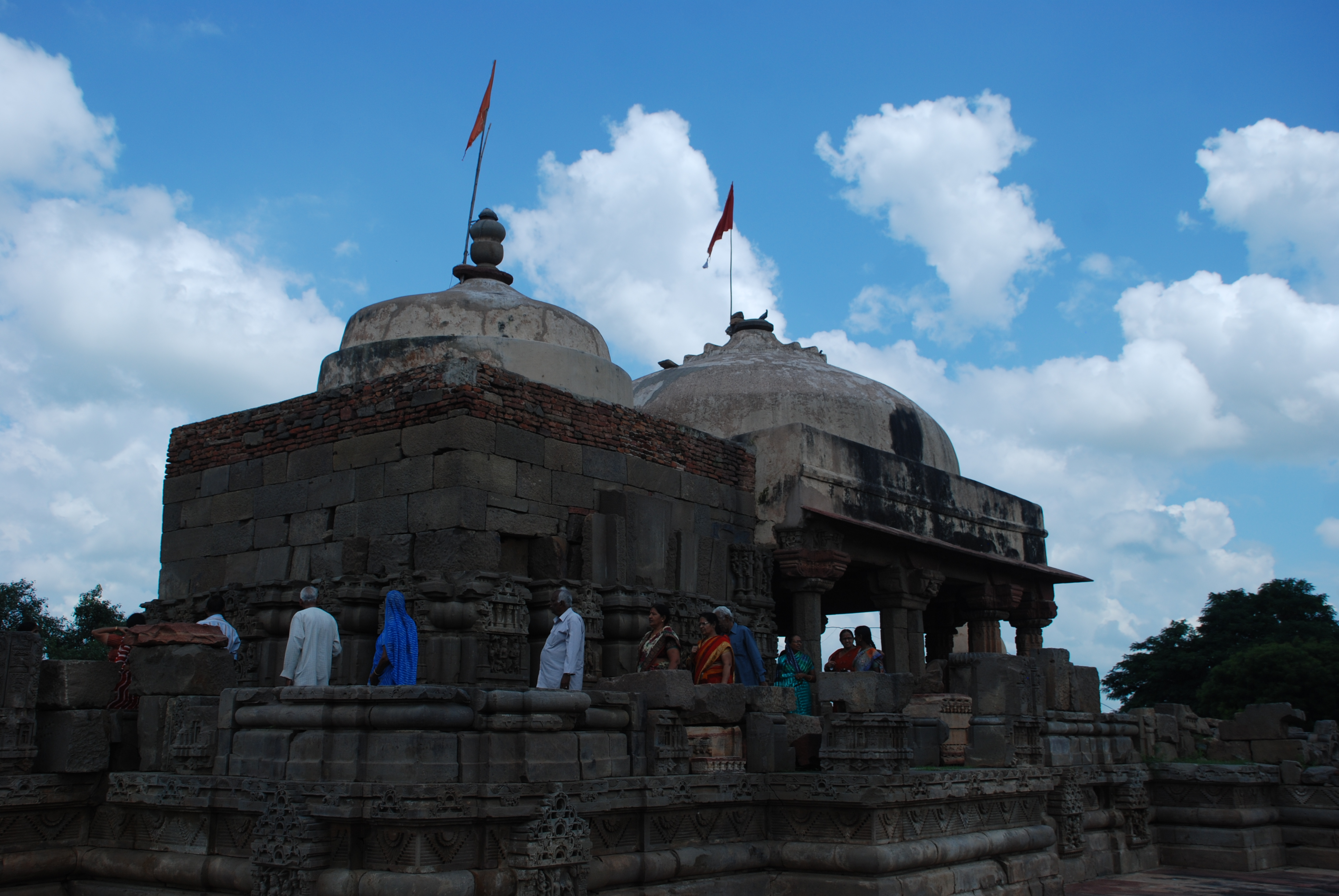
Đền Harshat Mata liền kề giếng Mặt Trăng.

Trong thời kỳ cổ điển nhất của giếng bậc thang có niên đại từ thế kỷ thứ VIII trở đi, một tòa nhà cung điện trên cao đã được xây dựng ở địa điểm này. Tòa cung điện nhìn từ mái vòm được xếp kết hợp theo hình dáng sử dụng bởi những người cai trị Chauhan và những mái vòm có hình chóp được sử dụng bởi người Mughals. Hiện khách du lịch không thể vào các khu này. Những tầng trên với mái vòm có cột xung quanh được xây dựng vào khoảng thế kỷ XVIII trong thời đại Mughal. Nhà Mughals cũng bổ sung thêm các phòng trưng bày nghệ thuật và một bức tường chắn xung quanh giếng cổ. Ngày nay, vẫn còn lại các tác phẩm điêu khắc và chạm khắc cũ, được cho là nằm trong đền thờ hoặc trong các phòng khác nhau. Đền Harshat Mata gần đó là một địa điểm hành hương và tạo thành một quần thể cùng với giếng cổ. Nhiều kiến trúc trong số này, bao gồm cả Chand Baori, phục vụ nhiều mục đích khác nhau, trong số đó có việc lấy nước ngọt và các hoạt động tôn giáo hoặc nghi lễ. Hình thức kiến trúc giếng ngầm độc đáo này vẫn không thay đổi từ thế kỷ thứ VII trong di tích hiện có.
Thời kỳ hiện đại ngày nay, những phiến đá khai quật được của ngôi đền hiện được Cục Khảo sát Khảo cổ học Ấn Độ lưu giữ trong các vòm giếng. Chand Baori đóng vai trò quan trọng trong dòng hoạt động kiến trúc chính ở miền Tây Ấn Độ.

## Tổng quan
Chand Baori là một giếng sâu bốn mặt với một ngôi đền lớn ở mặt sau. Các khía cạnh kiến trúc cơ bản của giếng cổ đồ sộ bao gồm một hành lang dài các bậc dẫn đến tầng năm hoặc tầng sáu dưới mặt đất, có thể nhìn thấy tại khu vực này.
Chand Baori bao gồm 3.500 bậc thang hẹp trên 13 tầng. Nó kéo dài xuống dưới, khiến giếng Mặt Trăng sâu khoảng 30 m (100 ft) vào lòng đất, trở thành một trong những giếng bậc thang sâu nhất và lớn nhất ở Ấn Độ.
Bang Rajasthan là một địa phương cực kỳ khô cằn, điều này là nguyên nhân ảnh hưởng khối kiến trúc địa phương. Thiết kế và cấu trúc cuối cùng của Chand Baori nhằm tiết kiệm nước nhiều nhất có thể. Ấn Độ cổ đại đã đề cập đến việc xây dựng giếng, kênh đào, bể chứa và đập cũng như vận hành và bảo trì hiệu quả của chúng. Địa điểm này kết hợp nhiều hoạt động cho phép dễ dàng tiếp cận nguồn nước địa phương.
Ở dưới đáy giếng, không khí vẫn mát hơn 5 – 6 độ so với bề mặt, và Chand Baori được sử dụng làm nơi tụ họp cộng đồng của người dân địa phương trong thời kỳ nắng nóng gay gắt. Một bên của giếng có một gian hàng haveli và phòng nghỉ ngơi cho các hoàng gia.

## Trong truyền thông
Chand Baori đã được sử dụng làm địa điểm quay cho một số bộ phim như Bhoomi, The Fall, Bhool Bhulaiyaa, Paheli. Vào năm 2012, giếng Mặt Trăng là một địa điểm quay của bộ phim The Dark Knight Rises với Christian Bale trong vai Batman, với các cảnh quay phân đoạn nhà tù của Batman.

## Hình ảnh
Kiến trúc bậc thang giếng Mặt Trăng
- Nhìn trực tiếp giếng Mặt Trăng.
- Góc nhìn bậc thang góc.
- 2500 bước nối lên trên giếng.
- Ba lớp bậc thang dưới đáy.
- Thiết kế bậc thang cân đối.
- Bậc thang bên trái.

Kỹ thuật điêu khắc kiến trúc giếng
- Một góc nhìn từ bên trái giếng.
- Khắc chạm mỹ thuật ở tường giếng.
- Tượng thần nữ Hindu.
- Durga chiến trận đánh Mahishasura.
- Tượng nữ thần Mẹ Durga trong tam thần Trimurti.
- Cửa sổ chạm khắc bằng đá của hoàng gia haveli.

Góc nhìn tham quan
- Ảnh tổng quan vị trí.
- Góc nhìn bậc thang tổng quan.
- Cổng vào Chand Baori.
- Tham quan đường bậc thang.
- Góc chụp nghiêng.